# SEC61G
SEC61G (англ. Sec61 translocon gamma subunit) – білок, який кодується однойменним геном, розташованим у людей на короткому плечі 7-ї хромосоми. Довжина поліпептидного ланцюга білка становить 68 амінокислот, а молекулярна маса — 7 741.
| 10         |  | 20         |  | 30         |  | 40         |  | 50         |
| ---------- |  | ---------- |  | ---------- |  | ---------- |  | ---------- |
| MDQVMQFVEP |  | SRQFVKDSIR |  | LVKRCTKPDR |  | KEFQKIAMAT |  | AIGFAIMGFI |
| GFFVKLIHIP |  | INNIIVGG   |  |            |  |            |  |            |

A: Аланін

C: Цистеїн

D: Аспарагінова кислота

E: Глутамінова кислота

F: Фенілаланін

G: Гліцин

H: Гістидин

I: Ізолейцин

K: Лізин

L: Лейцин

M: Метіонін

N: Аспарагін

P: Пролін

Q: Глутамін

R: Аргінін

S: Серин

T: Треонін

Кодований геном білок за функцією належить до фосфопротеїнів. 
Задіяний у таких біологічних процесах, як транспорт, транспорт білків, транслокація, ацетилювання. 
Локалізований у мембрані, ендоплазматичному ретикулумі.